# Joseph Nicolaus Peroux
Joseph Nicolaus Peroux (Ludwigsburg, 26 juni 1771 - Frankfurt am Main, 12 januari 1849) was een Duitse miniatuurschilder, etser en lithograaf, die wordt gerekend tot de romantiek.

## Leven en werk
Peroux was leerling van de Peintre du Duc de Wurtemberg (eerste schilder aan het Hof van Württemberg) Nicolas Guibal, die tot zijn dood in 1784 doceerde aan de Académie des Arts en de Hohe Karlsschule in Stuttgart. Peroux werkte vervolgens tot 1795 in Frankfurt am Main. Vanaf 1800 werkte hij in Hamburg, waar hij in 1803 een portret van Emma Hamilton en een zelfportret exposeerde. Vervolgens opende hij in Lübeck een kunstacademie en werd hij de eerste tekendocent van de jonge Johann Friedrich Overbeck. De troebelen van de Franse Tijd noopten hem terug te keren naar Frankfurt. Zijn werk bevindt zich met name in de musea van Frankfurt, de Hamburger Kunsthalle en in het Behnhaus van Lübeck.

## Werken

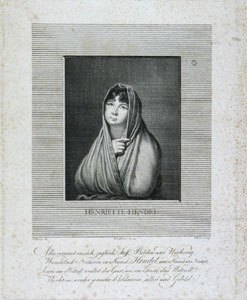
Actrice Henriette Hendel
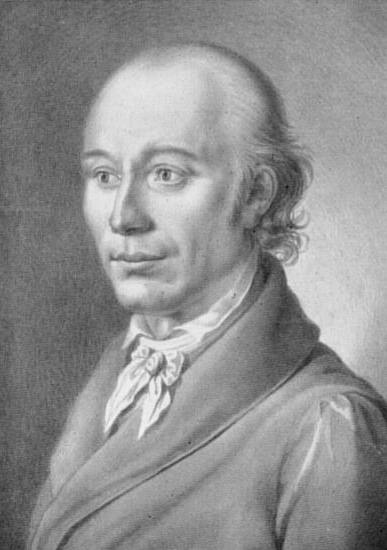
Johann Heinrich Voß, tekening in sepia
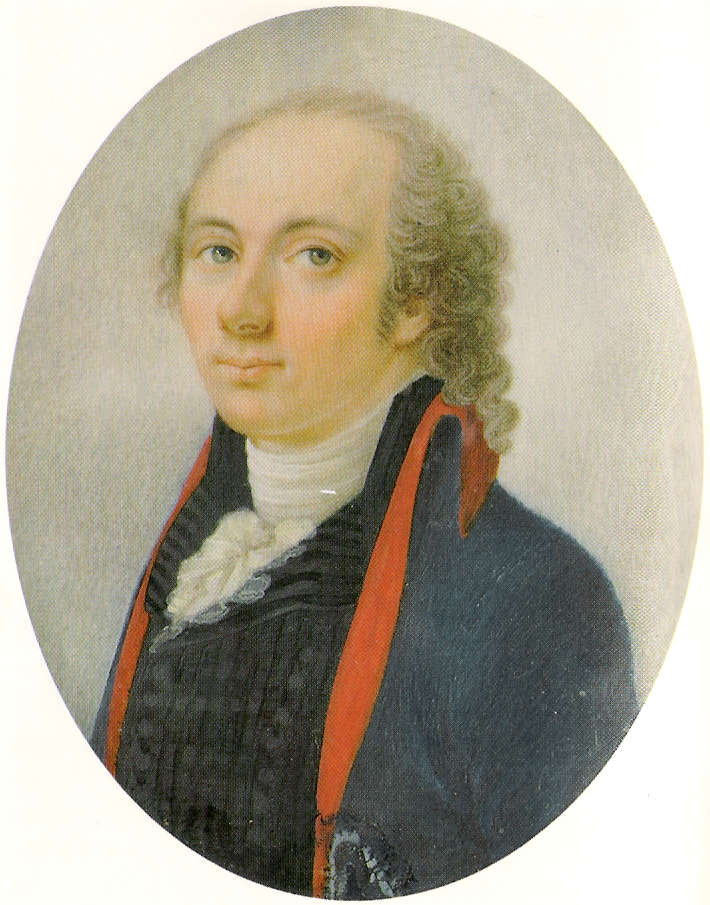
Portret Joh. J. von Willemer